# Braux (Côte-d’Or)
Braux település Franciaországban, Côte-d’Or megyében. Lakosainak száma 175 fő (2022. január 1.). Braux Charigny, Sainte-Colombe-en-Auxois, Villeneuve-sous-Charigny, Brianny, Clamerey, Marcigny-sous-Thil, Marigny-le-Cahouët és Montigny-sur-Armançon községekkel határos.

## Népesség
A település népességének változása:
| Lakosok száma | 170  | 140  | 146  | 181  | 159  | 160  | 168  | 166  | 165  | 175  |
|               | 1968 | 1982 | 1990 | 2006 | 2013 | 2015 | 2017 | 2019 | 2020 | 2022 |